# بحيرة روسفاتنيت

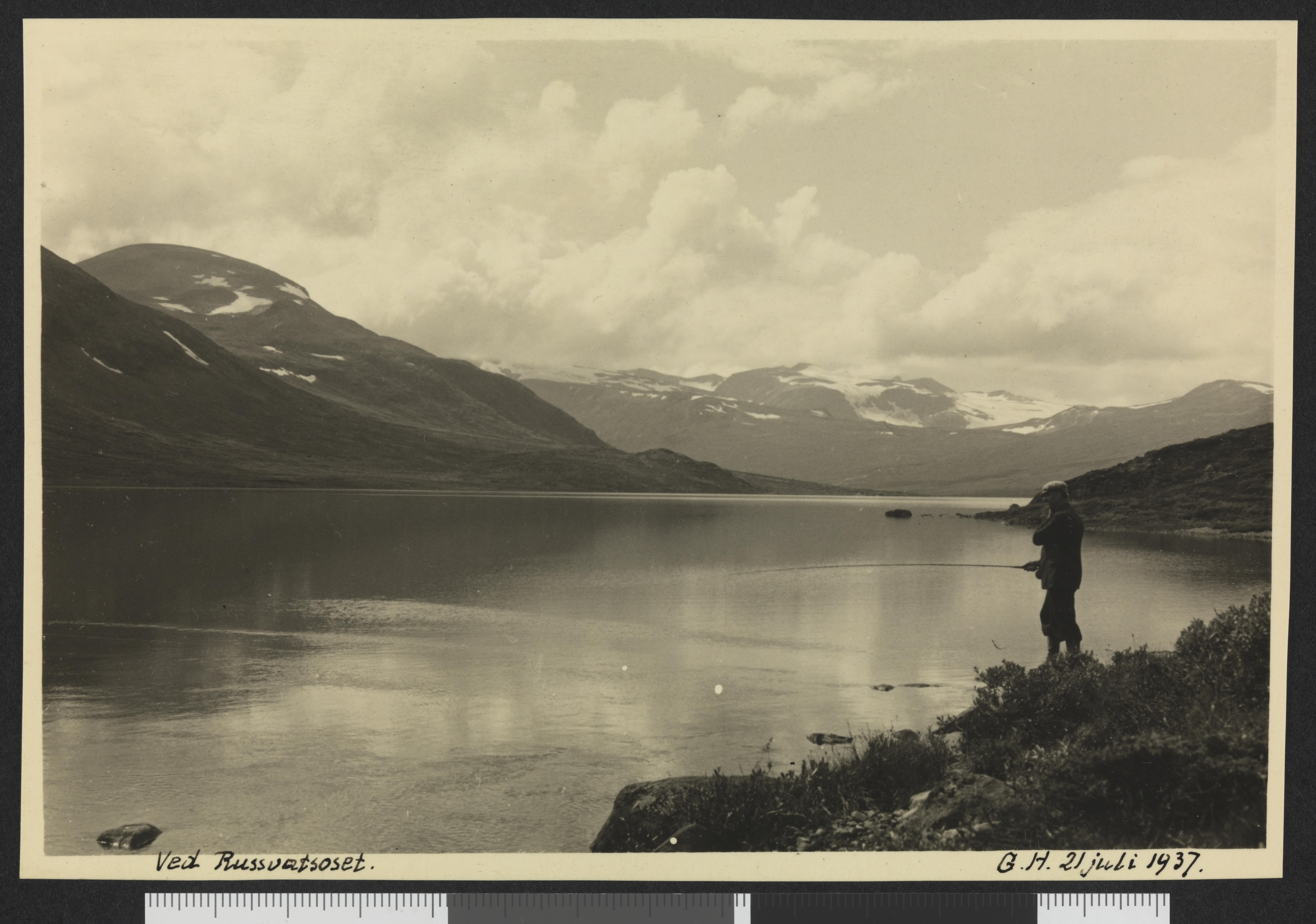
بحيرة روسفاتنيت

بحيرة روسفاتنيت هي بحيرة تقع في جوتونهايمين، النرويج, حيث تقع ضمن حدود حديقة جوتونهايمين الوطنية. وتقع بين جبال سورتنينغسو وبيسوو.